# Austrochorina
Austrochorina is een geslacht van kevers uit de familie bladkevers (Chrysomelidae).
De wetenschappelijke naam van het geslacht werd in 1963 gepubliceerd door Bechyne.

## Soorten
- Austrochorina consularis (Clark, 1865)